# Mairie de Kiel
L'hôtel de ville de Kiel est l'hôtel de ville de Kiel, la capitale du Schleswig-Holstein (Allemagne). Sa tour, haute de 106 m, est l'un des points de repère de la ville.

## Histoire
L'ancien hôtel de ville (de) de l'Ancien Marché (de) est devenu trop petit vers 1900 pour la ville de la marine et des chantiers navals, alors en pleine expansion. C'est pourquoi, de 1907 à 1911, l'actuel hôtel de ville avec sa tour a été construit dans le faubourg situé sur l'actuelle Rathausplatz, à l'ouest de la vieille ville. Il a été appelé «Nouvel Hôtel de Ville» ( «Neues Rathaus» en allemand) pendant longtemps, ce qui peut causer des irritations car depuis 2008, il-y-a un autre bâtiment nommé «Neues Rathaus» dans Andreas-Gayk-Straße.
L’hôtel de ville de Kiel est maintenant un bâtiment classé. Il a été construit selon les plans de l’architecte Hermann Billing dans les années 1907 à 1911.
Suivant la tradition du bâtiment représentatif, il a sa propre tour, qui s’élève d’un bâtiment de liaison entre deux cours intérieures. La tour est conçue dans le style d’un campanile comme la tour Saint-Marc de Venise. Celui-ci s’était effondré en 1902 et a été reconstruite à partir de 1903, ce qui a également été rapporté dans les magazines de construction allemands. Cependant, la tour de Kiel avec ses 106 m de haut domine la tour Saint-Marc de 7,4 m. À une hauteur de 67 m, il y a une plate-forme d’observation.
L'ancien hôtel de ville a été entièrement détruit pendant la Seconde Guerre mondiale, à l'exception de quelques voûtes de cave.
En 2000, le bâtiment de la Rathausplatz n'offrait plus assez d'espace pour les bureaux municipaux. C'est pourquoi, surtout depuis 2008, certaines parties de l'administration de la ville ont été transférées dans le bâtiment de l'ancien bureau de poste principal dans la Andreas-Gayk-Straße.

## Galerie

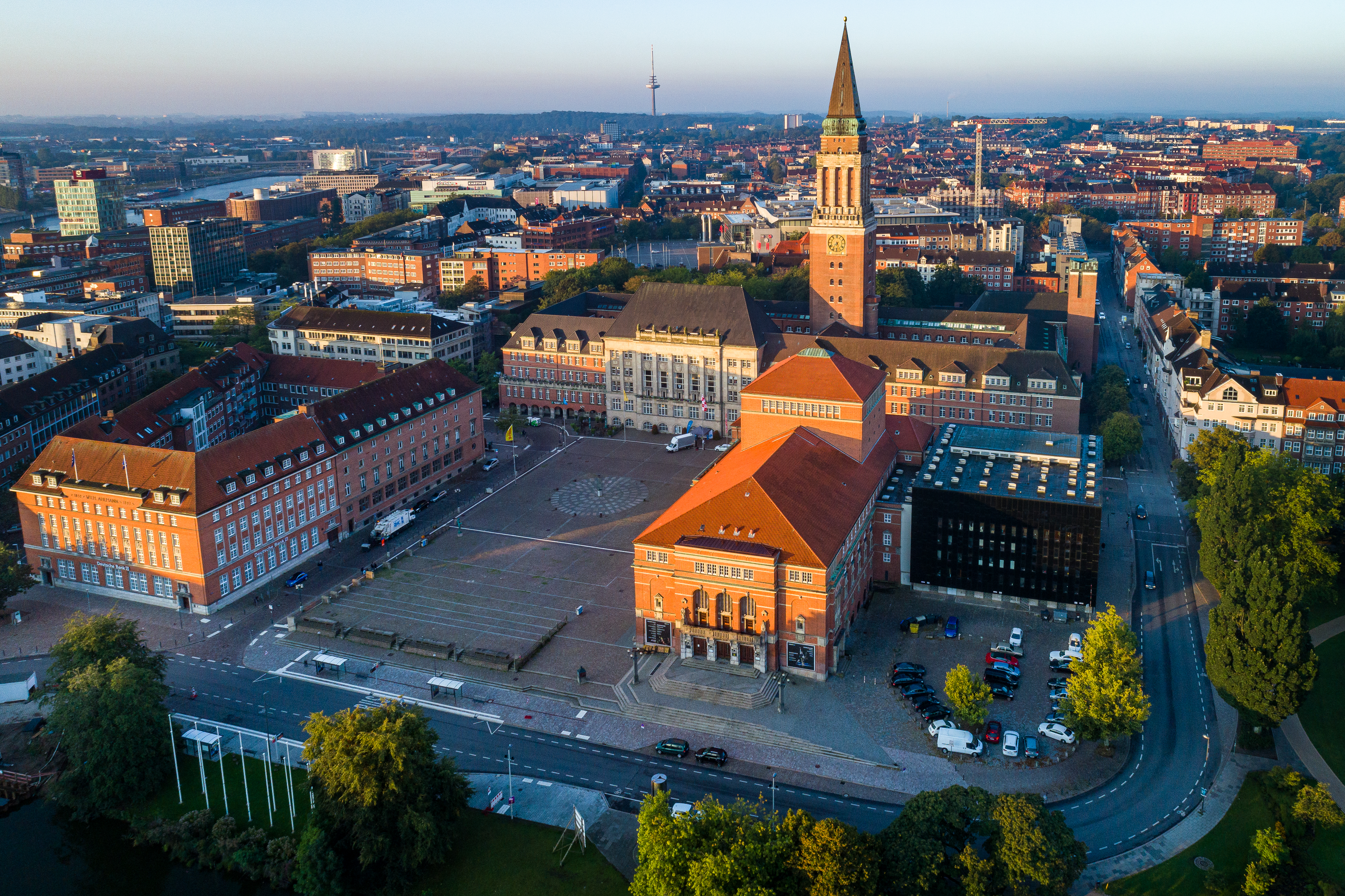
Hotel de ville, vue aerienne vers l’ouest
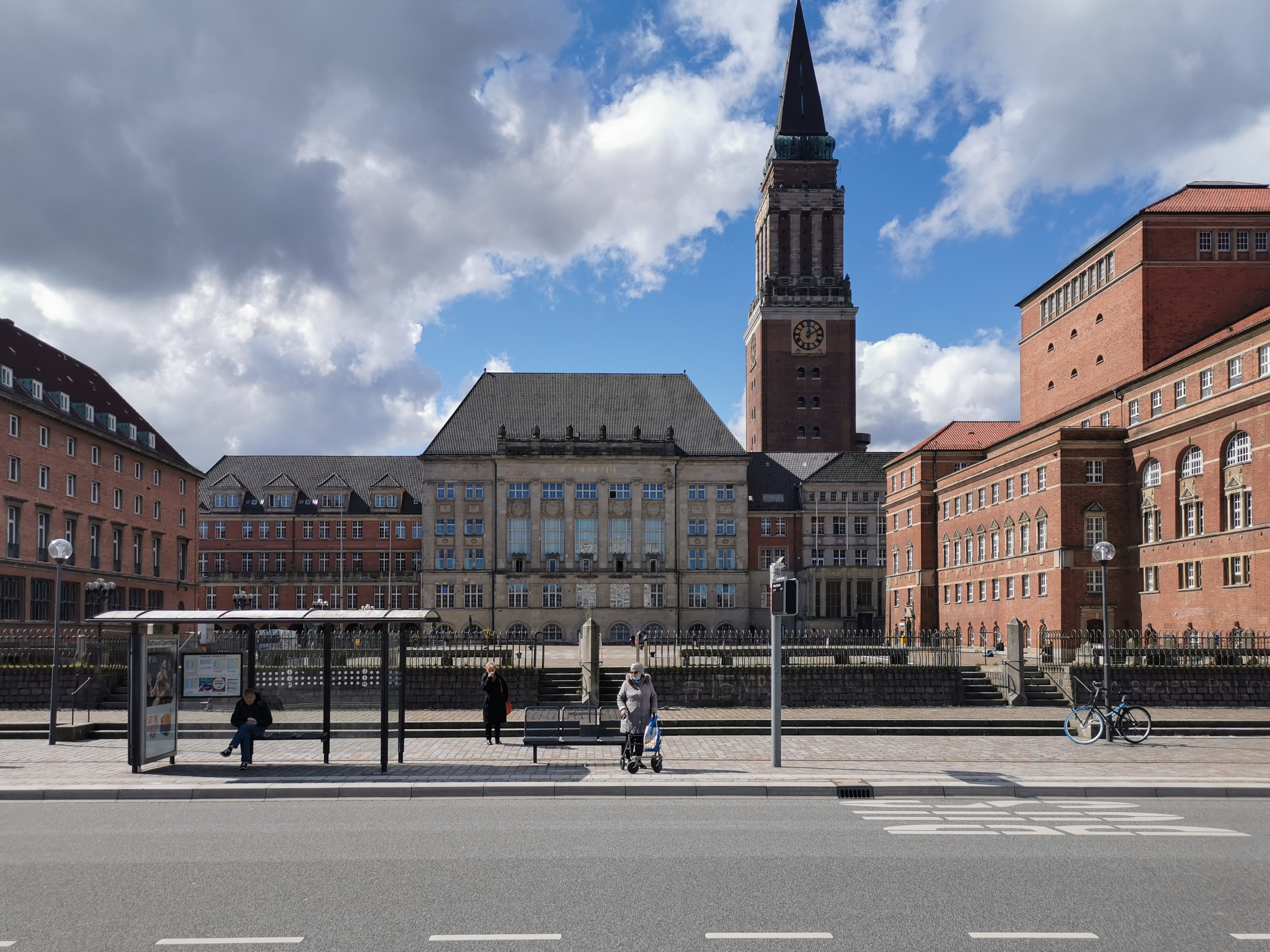
Hotel de ville, vue frontale avec l’opéra a son droite
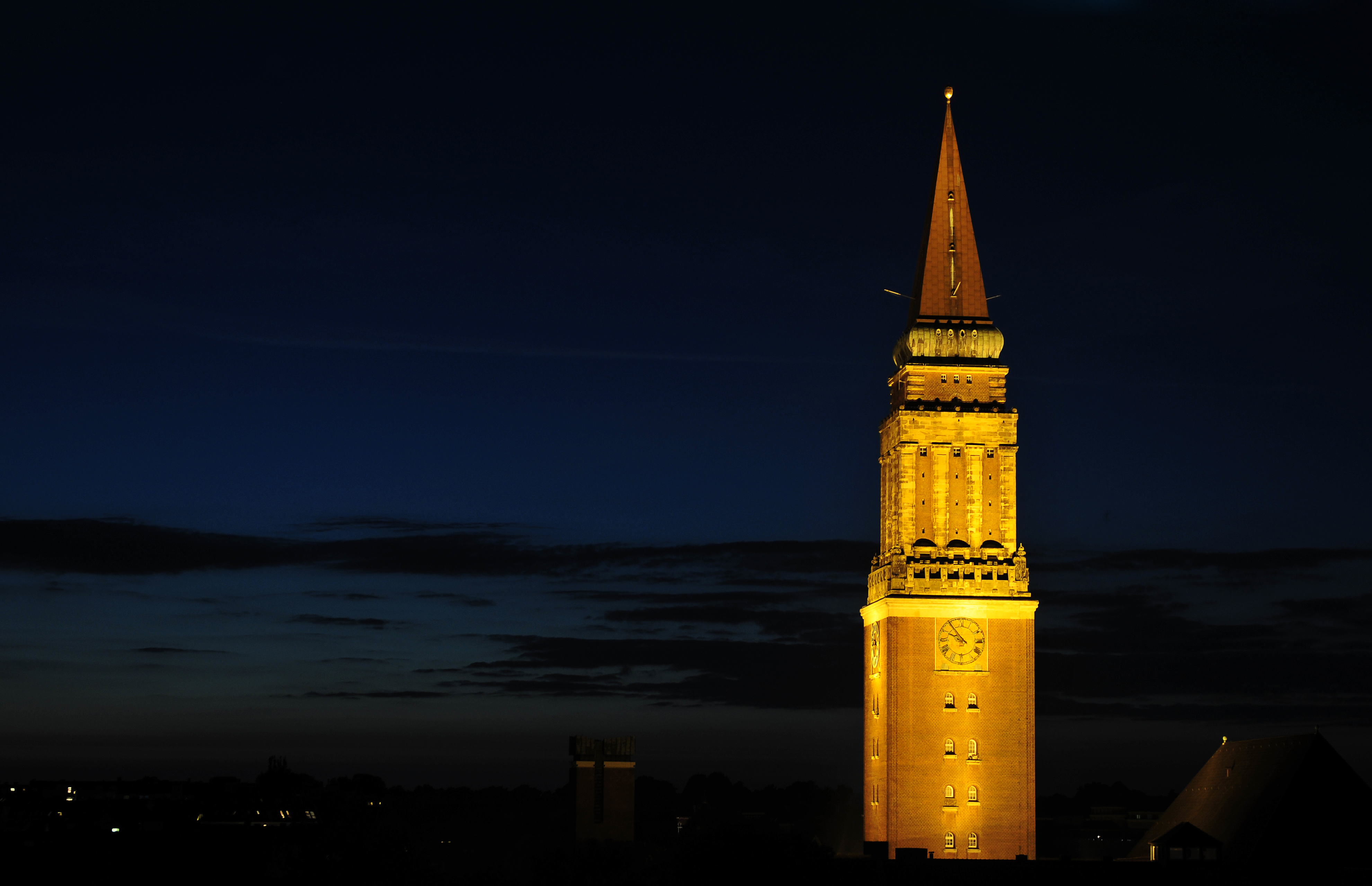
Tour de la mairie de Kiel.
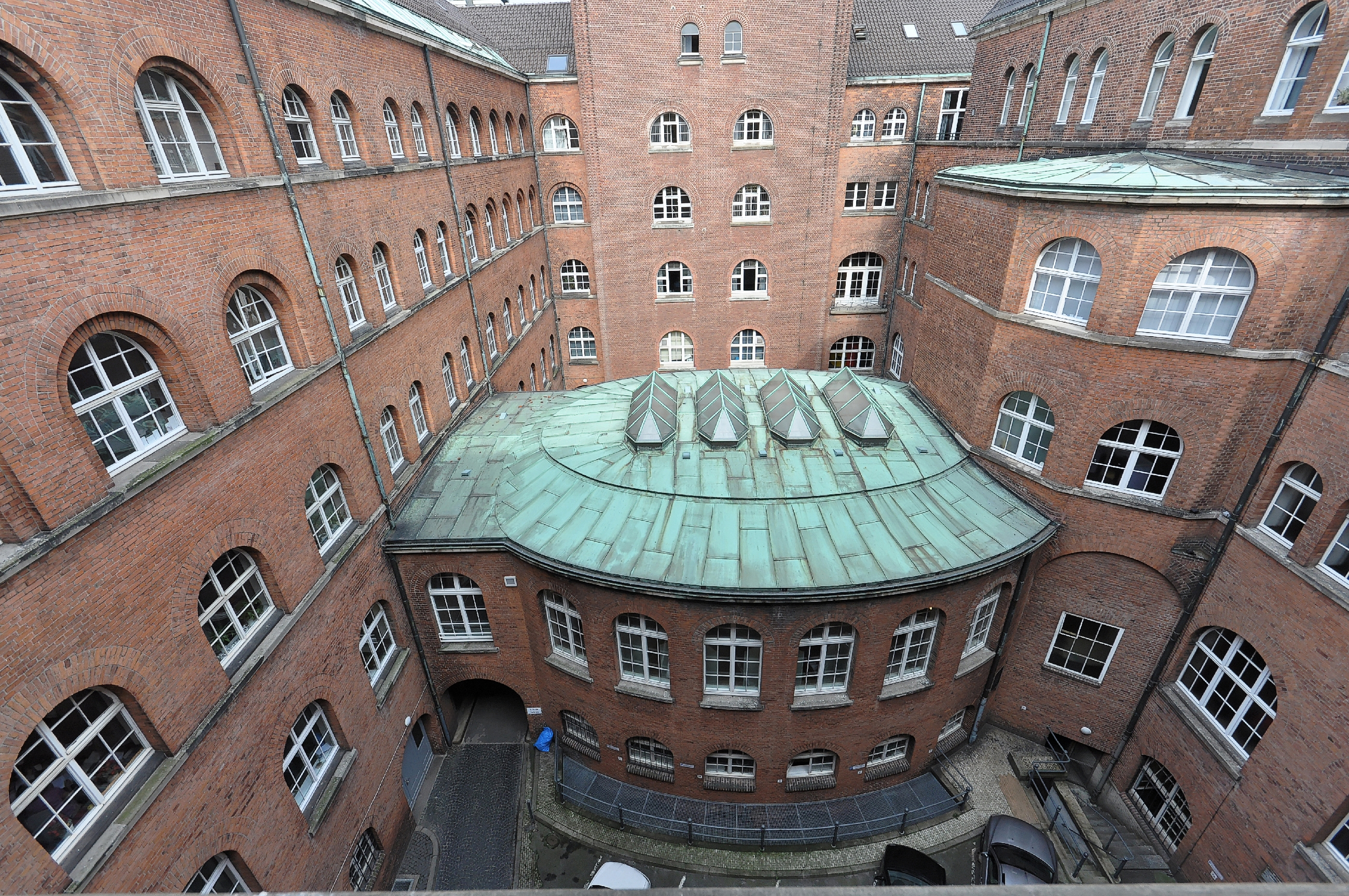
Hotel de ville, cour interieure
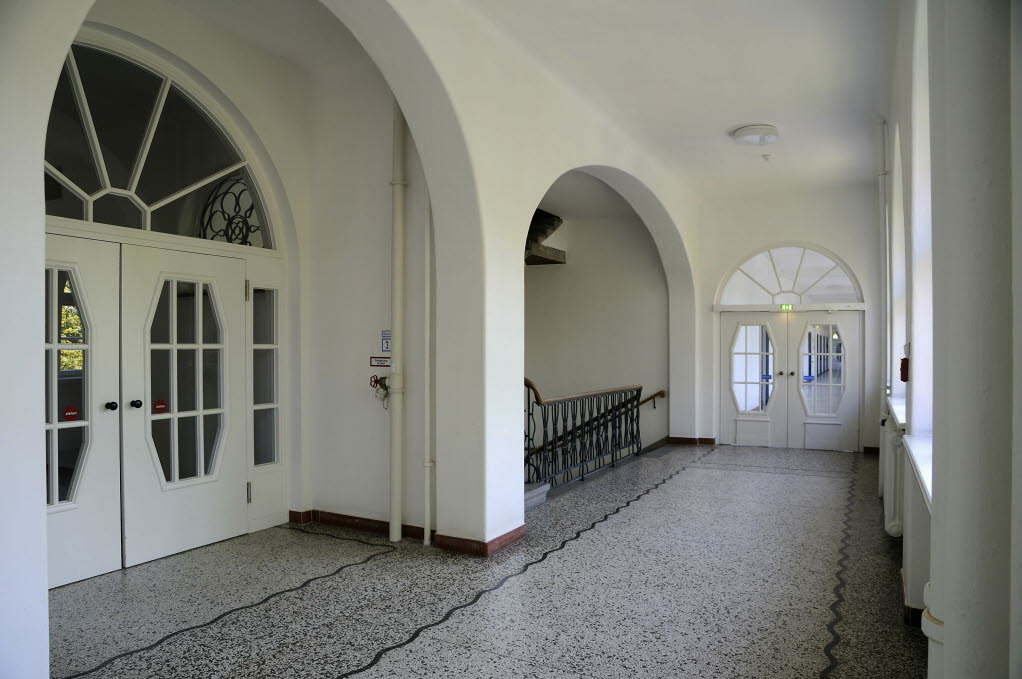
Hotel de ville, impression d’un couloir en 3ème étage